# Пчёвжинское сельское поселение
Пчёвжинское сельское поселение — муниципальное образование в составе Киришского муниципального района Ленинградской области. Административный центр — посёлок Пчёвжа.
Главой поселения является Нестеренко Юлия Сергеевна, главой администрации — Поподько Хания Ханиевна.

## Географическое положение
Общая площадь — 62 735 га.
- Расположено в южной части Киришского района.
- Граничит:
  - на северо-западе — с Пчевским сельским поселением
  - на севере — с Волховским районом
  - на северо-востоке — с Тихвинским районом
  - на востоке и юго-востоке — с Будогощским городским поселением
  - на юго-западе — с Новгородской областью
  - на западе — с Киришским городским поселением

По территории поселения проходят автодороги:
- 41А-009 (Лодейное Поле — Тихвин — Чудово)
- 41К-115 (Кириши — Будогощь — Смолино)

Расстояние от административного центра поселения до районного центра — 25 км.
По территории поселения проходит железная дорога, имеются станции и остановочные пункты: 83 километр, Пчёвжа, 92 километр.
По территории поселения протекает река Пчёвжа, находятся озёра Облуцкое и Ширинское. Большая часть территории поселения заболочена, все населённые пункты располагаются в его южной части.

## История
По данным 1966 года центр Горчаковского сельсовета был перенесён в посёлок Пчёвжа.
В конце 1970-х годов сельсовет был переименован в Пчёвжинский.
18 января 1994 года постановлением главы администрации Ленинградской области № 10 «Об изменениях административно-территориального устройства районов Ленинградской области» Пчёвжинский сельсовет, также как и все другие сельсоветы области, был преобразован в Пчёвжинскую волость.
1 января 2006 года в соответствии с областным законом № 49-оз от 1 сентября 2004 года «Об установлении границ и наделении соответствующим статусом муниципального образования Киришский муниципальный район и муниципальных образований в его составе» было образовано Пчёвжинское сельское поселение, в которое вошла территория бывшей Пчёвжинской волости.

## Население
| 2006  | 2010  | 2011  | 2012  | 2013  | 2014  | 2015  |
| ----- | ----- | ----- | ----- | ----- | ----- | ----- |
| 1600  | ↘1245 | ↘1238 | ↗1316 | ↗1349 | ↗1357 | ↗1364 |
| 2016  | 2017  | 2018  | 2019  | 2020  | 2021  | 2023  |
| ↘1340 | ↘1321 | ↘1299 | ↘1242 | ↘1197 | ↗1458 | ↘1415 |
| 2024  | 2025  |       |       |       |       |       |
| ↘1378 | ↘1359 |       |       |       |       |       |

## Состав сельского поселения
На территории поселения находятся 7 населённых пунктов — 1 посёлок и 6 деревень:
| № | Населённый пункт | Тип населённого пункта          | Население    |
| - | ---------------- | ------------------------------- | ------------ |
| 1 | Белая            | деревня                         | ↗65 (2017)   |
| 2 | Березняк         | деревня                         | ↗65 (2017)   |
| 3 | Борутино         | деревня                         | ↘5 (2017)    |
| 4 | Горчаково        | деревня                         | ↗107 (2017)  |
| 5 | Железная Гора    | деревня                         | ↘14 (2017)   |
| 6 | Порог            | деревня                         | ↗10 (2017)   |
| 7 | Пчёвжа           | посёлок, административный центр | ↗1288 (2017) |